# Samorząd terytorialny w Szwajcarii
Samorząd terytorialny w Szwajcarii – struktura samorządu terytorialnego w Konfederacji Szwajcarskiej.
Szwajcaria jest państwem federalnym. Składa się z państwa centralnego, 26 państw członkowskich, zwanych kantonami oraz 2890 gmin. Od 1815 roku, czyli od kongresu wiedeńskiego, posiada status państwa neutralnego.

## Kanton
Szwajcaria składa się z 26 kantonów, w tym trzech samodzielnych półkantonów. Przeciętna powierzchnia kantonu wynosi 1600 km². Każdy kanton posiada własną konstytucję. Określa ona m.in.:
- zasady działania jednostek tworzących prawo (parlamenty lokalne)
- zasady działania jednostek egzekwujących prawo (lokalne sądy, prokuratura, policja)
- zasady działania jednostek sprawujących bieżące rządy (rządy lokalne)

W większości kantonów funkcjonują jednoizbowe parlamenty, w których zasiada od 58 do 200 posłów, natomiast rządy lokalne sprawuje od 5 do 7 ministrów. Władze w kantonach samodzielnie określają stopień autonomii gmin, które wchodzą w ich skład

## Gmina
Szwajcarskie gminy są o wiele starsze, niż kantony. Określa się je mianem tworu pierwotnego, ponieważ powstały jeszcze przed samym państwem szwajcarskim. Gminę definiuje się jako związek prawa publicznego, który dysponuje określonym zakresem uprawnień oraz jest wyposażony w osobowość prawną, ludność, terytorium.
W wyniku historycznych przeobrażeń powstały różne rodzaje gmin:
- Gmina mieszkańców (polityczna) – tworzona przez stałych mieszkańców określonego terytorium. Najczęściej pokrywa się obszarowo z gminą obywatelską, tym samym na jej terytorium występują zarówno organy gminy politycznej, jak i obywatelskiej.
- Gmina obywatelska – traktowana zazwyczaj jako gmina celowościowa. Członkami nie są osoby zamieszkałe na ich terenie., lecz posiadające gminne prawa obywatelskie.
- Gmina kościelna – występuje w licznych kantonach jako terytorialny związek osób danego wyznania. Zakres jej działalności ogranicza się do spraw czysto kościelnych.
- Gmina szkolna – występowała w niektórych kantonach i zajmowała się szkolnictwem podstawowym i ponadpodstawowym.

Dzięki dobrze rozwiniętej instytucji demokracji bezpośredniej, w Szwajcarii można wyodrębnić również podział na gminy oparte na modelu zwyczajnym oraz gminy oparte na modelu nadzwyczajnym.

### Gminy oparte na modelu zwyczajnym
Ten model występuje w małych gminach, poniżej 10 tys. mieszkańców. Organem uchwałodawczym jest ogół mieszkańców (tzw. zgromadzenie gminy). Podejmuje ono najważniejsze decyzje dotyczące spraw wspólnoty. Organem wykonawczym jest rada wybierana przez zgromadzenie gminy. W jej skład wchodzi od 5 do 9 osób. Na czele rady stoi przewodniczący, tzw. prezydent gminy.

#### Zgromadzenie gminy
W jego skład wchodzą wszyscy uprawnieni do głosowania obywatele gminy. Typ organizacji gminy, w którym zgromadzeniu przysługują szerokie kompetencje nazywany jest typem zwyczajnym. W gminach niektórych kantonów utrzymana została instytucja powszechnego zgromadzenia jako organu uchwałodawczego. Do jego kompetencji należy:
- uchwalanie budżetu i zatwierdzenie jego wykonania
- uchwalanie podatków
- uchwalanie projektów zarządzeń o charakterze ogólnym
- przyjmowanie sprawozdań z działalności organów gminy
- udzielanie zezwoleń na zaciąganie pożyczek
- wybór władzy gminy i nadzór jej działalności

Zgromadzenie gminy działa na sesjach, które zwołuje organ wykonawczy. Istnieją dwa typy sesji:
1. Zwyczajne – zwoływane w terminach ustalonych przez przepisy poszczególnych ustaw gminnych lub wyznaczonych przez organ wykonawczy.
2. Nadzwyczajne – zwoływane w razie potrzeby z inicjatywy organu wykonawczego lub na wniosek określonej w przepisach ustaw liczby obywateli.

#### Rada gminy
Rada gminy jest organem wykonawczym. Wypełnia luki powstałe na skutek podzielenia kompetencji między różne organy, a są one określane w przepisach ustaw gminnych oraz prawa materialnego. Zadania rady gminy:
- reprezentacja gminy na zewnątrz
- wykonywanie uchwał zgromadzenia
- administracja bieżących spraw
- zarządzanie finansami
- zarządzanie miejscową policją

Wewnętrzna struktura rady ma charakter resortowy. Rada dzieli się na departamenty. Pracują w nich urzędnicy etatowi pochodzący z wyboru, a nie z mianowania, co jest charakterystyczne dla Szwajcarii. Pracom rady gminy przewodniczy prezydent gminy (zwany merem lub syndykiem), będący jednocześnie przewodniczącym zgromadzenia. Jego kompetencje są szersze, niż kompetencje pozostałych członków zgromadzenia.
Kadencja rady zależy od miejscowych uregulowań prawnych.

#### Komisje gminy
Obok rady gminy działają tzw. komisje gminy. Mogą im być zlecane zadania z zakresu administracji gminnej, czy też pojedyncze kompetencje władcze. Jednak głównym zadaniem komisji jest doradztwo na rzecz organów gminy. Komisje powoływane są przede wszystkim w gminach, które same wykonują wszystkie zadania, czyli tam, gdzie nie działają gminy specjalne (np. szkolne).

### Gminy oparte na modelu nadzwyczajnym
Model ten występuje w większych gminach, powyżej 10 tys. mieszkańców. Mieszkańcy gminy nie decydują sami o swoich sprawach, ale wybierają organ przedstawicielski, którym jest parlament gminy (organ stanowiący) oraz organ wykonawczy, czyli rada, na czele której stoi prezydent, zwany merem lub syndykiem.. Parlament wybierany jest na kadencję od 2 do 4 lat. W gminach (tak, jak w gminach opartych na modelu zwyczajnym) istnieje również zgromadzenie gminy.

#### Parlament gminy
Wybierany jest przez zgromadzenie na okres od 2 do 4 lat. Przewodniczy mu prezydent gminy. Sposób obradowania parlamentu jest podobny do trybu obrad zgromadzenia. Kompetencje zgromadzenia zostały ograniczone na skutek powołania parlamentu gminy. Do kompetencji parlamentu należą:
- kontrolowanie rady gminy i innych organów
- przygotowywanie projektów uchwał zgromadzenia dotyczących istotnych spraw gminy i przedkładanie ich zgromadzeniu

Kompetencje finansowe:
- prawo do ustalania stopy podatkowej
- prawo do zatwierdzania rachunków
- prawo do przyjmowania darowizn
- prawo do kupowania i sprzedawania nieruchomości

Prawie 90% ogółu gmin szwajcarskich nie posiada parlamentu. W związku z jego powołaniem, w wielu kantonach ograniczeniu uległ zakres powszechnego głosowania. Obowiązkiem poddania pod głosowanie objęte zostały rozstrzygnięcia najważniejsze, takie jak ustalenie praw powszechnie obowiązujących oraz finansowo-podatkowych.

## Zadania gminy
Do zadań gminy należą:
- organizacja wewnętrzna poprzez dokonywanie wyboru władz oraz obsady personalnej aparatu wychowawczego
- zarząd majątkiem poprzez zawieranie umów i podejmowanie zobowiązań z zakresu tego zarządu
- finanse publiczne poprzez ustalanie i egzekwowanie podatków gminnych
- sprawy związane z obywatelstwem gminnym, przyznawanie obywatelstwa
- podstawowe i średnie szkolnictwo publiczne, utrzymywanie i budowanie placówek szkolnych oraz wybieranie władz szkolnych i nauczycieli
- ochrona zdrowia i opieka społeczna, zapewnienie powszechnie dostępnej niespecjalistycznej opieki lekarskiej, a potrzebującym środki do egzystencji
- szeroko rozumiana policja gminna, zapewnienie utrzymania spokoju i porządku publicznego, ustalanie reguł korzystania z dóbr publicznych oraz egzekwowanie przestrzegania obowiązujących norm w zakresie osiedleń i pobytów
- planowanie lokalne, opracowywanie planów zabudowy terenu oraz wydawanie decyzji lokalizacyjnych
- organizowanie robót publicznych
- budowa, rozbudowa i utrzymanie urządzeń technicznych i służb przemysłowych
- organizowanie i utrzymanie lokalnej organizacji publicznej
- budowa i utrzymanie urządzeń kulturalnych i sportowych[4]

## Dochody gminy
Gmina pobiera dochody z trzech źródeł. Najważniejszą część stanowią podatki. To przeciętnie 60% ogółu wpływów budżetowych. Podatki gminne mogą mieć charakter podatków samodzielnych, bądź też są określonym procentem od podatków państwowych. Zawsze jednak są ustalone na zasadach określonych w kantonalnych ustawach podatkowych.
Następne są dochody z własnego majątku gminy. Stanowią go w szczególności posiadłości ziemskie, lasy i budynki publiczne, jednostki gospodarcze, będące własnością gminy. Są to dochody rzędu kilku lub kilkunastu procent wpływów budżetowych.
Ostatnie źródło dochodów stanowią dotacje budżetowe. Mogą one pochodzić od państwa lub bogatych gmin tego samego kantonu. Poszczególne ustawodawstwa kantonalne znają dwa rodzaje dotacji: stałe, przyznawane rokrocznie w stosunku proporcjonalnym do liczby mieszkańców i doraźne, dla realizacji określonych zadań gminy. Przyznają je z reguły kantonalne władze wykonawcze. Stanowią one średnio 35% przeciętnych wpływów budżetów gminnych.

## Nadzór nad gminą
Nadzór nad gminami szwajcarskimi sprawuje w zasadzie rząd kantonalny. W nielicznych kantonach, w których funkcjonują okręgi administracyjne są to władze okręgowe, powoływane w celu wykonywania kompetencji rządu w terenie. Wykonują one uprawnienia nadzorcze rządu, a także działają w jego imieniu. Nadzorowany jest całokształt działalności gminy. Jest to m.in. badanie wydawanych przez gminę aktów prawnych, planów gospodarczych oraz innych przejawów działalności, w szczególności w sferze gospodarczo-finansowej czy w zakresie kształtowania własnej struktury organizacyjnej.
Poszczególne ustawodawstwa kantonalne przewidują bogaty zestaw środków nadzoru:
- środki informacyjne (np. wizytacje, udział organów rządowych w posiedzeniach władz gminnych)
- środki represyjne (np. udzielenie nagany, nałożenie grzywny)

Poza środkami wyżej wymienionymi, władze mogą stosować takie, które trudno jednoznacznie zaliczyć do jednej z tych grup. Przykładem może być upomnienie władz gminy. Obowiązkiem jest stosowanie w pierwszej kolejności środków lżejszych (informacyjnych), a gdy te są nieskuteczne, środków represyjnych.